# Silnyj (1903)
Silnyj (ros. Сильный), następnie Fumizuki (jap. 文月) – rosyjski niszczyciel z początku XX wieku typu Sokoł.
Wyporność okrętu wynosiła około 250 ton, a jego główne uzbrojenie stanowiło pojedyncze działo kalibru 75 mm wsparte lżejszą artylerią oraz bronią torpedową. Napędzana maszynami parowymi jednostka rozwijała prędkość około 27 węzłów, osiągając zasięg 450–660 Mm przy prędkości 13 węzłów.
Okręt należał do niszczycieli zbudowanych  w Port Artur z części dostarczonych z Rosji. Początkowo nosił kolejno nazwy „Kondor” i „Bakłan”, po czym został zwodowany w czerwcu 1903 roku pod ostateczną nazwą „Silnyj”. Do służby w Marynarce Wojennej Imperium Rosyjskiego wszedł w grudniu tego roku, w składzie Eskadry Oceanu Spokojnego. Walczył w obronie Port Artur podczas wojny rosyjsko-japońskiej. Jednostka została samozatopiona w styczniu 1905 roku w Port Artur po uszkodzeniu na minie, lecz w sierpniu tegoż roku została podniesiona przez Japończyków. Niszczyciel został wcielony w skład Cesarskiej Marynarki Wojennej pod nazwą „Fumizuki”. Okręt został wycofany ze służby w 1913 roku i następnie złomowany.

## Projekt i budowa
„Silnyj” był jednym z 27 niszczycieli typu Sokoł, spośród których 26 wykonanych zostało przez rosyjski przemysł okrętowy na wzór zbudowanego w Wielkiej Brytanii w 1895 roku „Sokoła”. Prototypowy „Sokoł” był jednym z pierwszych i najnowocześniejszych niszczycieli na świecie, lecz na skutek szybkiego rozwoju tej klasy okrętów na przełomie wieków oraz opóźnienia z budową serii, okręty seryjne w chwili wejścia do służby były już przestarzałe, mniejsze i słabiej uzbrojone od nowych niszczycieli. Formalnie początkowo klasyfikowane były w Rosji jako torpedowce, przed wyodrębnieniem w 1907 roku klasy niszczycieli (dosłownie: torpedowców eskadrowych, ros. eskadriennyj minonosiec), aczkolwiek faktycznie od początku nazywane były niszczycielami.
Budowę okrętu, który początkowo miał nosić nazwę „Kondor” (Кондор, pol. kondor), zamówiono 7?/19 lipca 1897 roku w państwowych Zakładach Iżorskich w Kołpinie. Był jednym z trzech zbudowanych tam niszczycieli, przeznaczonych do wysłania w stanie rozmontowanym na Daleki Wschód. Budowę prowadzoną pod numerem 18 ukończono w 1899 roku, po czym wszystkie trzy okręty w częściach 9/22 marca 1900 roku dostarczono statkiem „Normanija” do rosyjskiej bazy w Chinach Port Artur, gdzie dopiero organizowano stocznię. 
W Port Arturze do budowy przystąpiono z dużym opóźnieniem. Stępkę niszczyciela położono tam dopiero 2?/15 kwietnia 1902 roku. W dodatku okazało się, że znaki ułatwiające montaż szkieletu niszczycieli Zakładów Iżorskich są niewidoczne i znaczną część robót trzeba wykonać na nowo. W efekcie, jako pierwsze ukończono tam analogiczne niszczyciele produkcji Zakładów Newskich. Wcześniej, gdyż w październiku 1901 roku, nazwę niszczyciela „Kondor” zmieniono na „Bakłan” (Баклан, pol. kormoran), zamieniając ją z już ukończonym niszczycielem, aby stworzyć pozory, że jako pierwszy zbudowano okręt pochodzący z państwowych Zakładów Iżorskich. 9/22 marca 1902 roku ostatecznie niszczyciel przemianowano na „Silnyj” (Сильный, pol. silny), po zmianie schematu nazewnictwa niszczycieli i rezygnacji z nazw ptaków i zwierząt.
8?/21 czerwca 1903 roku okręt został zwodowany, a po ukończeniu, 23 października/5 listopada tego roku przystąpiono do prób odbiorczych. Niszczyciel został formalnie odebrany przez skarb cesarski 30 grudnia 1903?/12 stycznia 1904 roku.

## Konstrukcja
Okręt był czterokominowym niszczycielem z taranowym dziobem. Od innych okrętów typu wyróżniał się dodanym w kwietniu (lub czerwcu) 1904 roku lekkim podwyższonym mostkiem za masztem. Długość całkowita wykonanego ze stali niklowej kadłuba wynosiła 57,91 metra, szerokość 5,64 metra i zanurzenie 2,29 metra. Wyporność normalna wynosiła 240 ton, a pełna 258 ton. Okręt napędzany był przez dwie maszyny parowe potrójnego rozprężania o mocy 3800 KM, poruszające dwie śruby . Parę dostarczało osiem kotłów wodnorurkowych typu Yarrow. Prędkość projektowa wynosiła 26,5 węzła, natomiast „Silnyj” rozwinął podczas prób maksymalną prędkość średnią około 27 węzłów. Pełny zapas węgla wynosił 60 ton. Zapewniał on zasięg wynoszący od 450 do 660 Mm przy prędkości 13 węzłów .
Główne uzbrojenie artyleryjskie stanowiło pojedyncze działo kalibru 75 mm Canet o długości 50 kalibrów (L/50), umieszczone na platformie nad pomostem bojowym, strzelające pociskami o masie 4,9 kg, z zapasem 160 pocisków przeciwpancernych. Uzbrojenie uzupełniały trzy pojedyncze działa kalibru 47 mm Hotchkiss M1885 L/40 (dwa umieszczone na burtach za pomostem bojowym i jedno na samej rufie). Strzelały pociskami o masie 1,5 kg, a zapas amunicji wynosił 800 sztuk. Okręt wyposażony był w dwie pojedyncze obrotowe wyrzutnie torped kalibru 381 mm, umieszczone w osi podłużnej na pokładzie na rufie, z zapasem sześciu torped. Torpeda Whiteheada typu L wzór 1898 miała długość 5,18 metra i masę 430 kg (w tym głowica bojowa 64 kg), a jej zasięg wynosił 600 metrów przy prędkości 29–30 węzłów i 900 metrów przy 25 węzłach . W 1904 roku wzmocniono uzbrojenie artyleryjskie „Silnego”, montując drugie działo kalibru 75 mm zamiast armaty 47 mm, lecz publikacje są rozbieżne kiedy dokładnie miało to miejsce.
Załoga okrętu liczyła od 51 do 58 oficerów, podoficerów i marynarzy . Początkowo liczyła etatowo w marynarce rosyjskiej 52–53 osoby, w tym czterech oficerów.

## Służba
„Silnyj” został wcielony do służby w Marynarce Wojennej Imperium Rosyjskiego po zakończeniu prób w grudniu 1903 roku, bazując w Port Artur. Wraz z innymi niszczycielami tego typu należał do Flotylli Syberyjskiej, która po wybuchu wojny rosyjsko-japońskiej weszła w skład I Eskadry Oceanu Spokojnego. Został przydzielony do 2. oddziału niszczycieli, grupującego okręty typu Sokoł. Po otwierającym wojnę nocnym ataku torpedowym niszczycieli japońskich, po północy 27 stycznia?/9 lutego 1904 niszczyciele rosyjskie poszukiwały bezskutecznie okrętów japońskich, przy czym „Silnyj” został omyłkowo ostrzelany przez własny krążownik „Bojarin”, ale nie poniósł szkód. W ciągu następnego dnia niszczyciele z „Silnym” wzięły udział w bitwie morskiej pod Port Artur, ale nie zostały ostatecznie użyte do ataku torpedowego, mimo takiego zamiaru. Dwa dni później, po 2 w nocy 29 stycznia?/11 lutego „Silnyj” wychodząc z przystani Port Artura zderzył się z niszczycielem „Bojewoj”, uderzając go w burtę, na skutek czego oba musiały trafić do remontu. Po remoncie „Silnyj” wyszedł bojowo w morze po raz pierwszy 5/18 marca 1904 roku. W ciągu kolejnych dni wyszedł w morze jeszcze trzy razy, w tym 13?/26 marca, gdy wraz z 10 innymi niszczycielami ochraniał główne siły I Eskadry (pięć pancerników, cztery krążowniki i dwa krążowniki torpedowe), które wyszły na wody na południe od głównej bazy w celu przeprowadzenia ćwiczeń i kontroli żeglugi.
W nocy na 14/27 marca 1904 roku „Silnyj” patrolując przed Port Artur uczestniczył w odparciu drugiej próby zablokowania bazy, zatapiając torpedami wraz z bliźniaczym niszczycielem „Rieszytielnyj” dwa z czterech wypełnionych balastem branderów, które Japończycy chcieli zatopić u wejścia do portu. Okręt wystrzelił dwie torpedy, z których jedna trafiła i zatopiła brander nr 2 „Fukui Maru” (o pojemności 2944 BRT), a druga wystrzelona w kierunku „Yahiko Maru” była niecelna. Podczas ostrzału zginął dowódca brandera nr 2, kmdr ppor. Takeo Hirose, uznany później w Japonii za bohatera narodowego. „Silnyj” następnie natknął się na zespół japońskich torpedowców osłaniających brandery i podjął samotnie walkę z „Aotaka” i „Tsubame”, z których jeden zaatakował rosyjski okręt niecelną torpedą. W toku pojedynku „Silnyj” został trafiony pociskiem, który uszkodził główny przewód pary, przez co okręt utracił napęd, ale Japończycy wycofali się pod ogniem baterii nadbrzeżnych. Od oparzeń zginęło 8 członków obsady maszynowni, w tym oficer inżynier-mechanik Wasilij Zwieriew, a 13 osób odniosło rany w toku starcia, w tym dowódca Jewgienij Krinicki. Członkowie załogi otrzymali za tę walkę odznaczenia, w tym dowódca Order Świętego Jerzego IV klasy. Po prowizorycznej naprawie, załoga „Silnego” wyrzuciła go na brzeg na wysokości Złotej Góry. Niszczyciel został jeszcze tego dnia odholowany przez parowiec „Siłacz” i trafił do stoczni w Port Artur na remont, trwający do końcówki kwietnia. Według części źródeł, wzmocniono wówczas uzbrojenie artyleryjskie, montując drugą armatę kalibru 75 mm rufie, a także zamontowano lekki mostek za sterówką (według innych źródeł miało to miejsce pod koniec czerwca).
Począwszy od 28 kwietnia/11 maja „Silnyj” w kolejnych miesiącach wielokrotnie wychodził w morze z innymi niszczycielami, w tym trzy razy w kwietniu i osiem w maju (starego stylu). W nocy 13?/26 maja „Silnyj” znalazł się w zespole 10 niszczycieli wysłanych przez kontradmirała Witgefta do Zatoki Kinchou w celu ataku na japońskie kanonierki po bitwie pod Kinchou, jednak nie doszło do spotkania, a podczas wypadu utracony został niszczyciel „Wnimatielnyj”, który wszedł na skały. W czerwcu (starego stylu) „Silnyj” dziesięć razy wychodził w morze, biorąc także udział w trałowaniu min, a nadto siedem razy patrolował w pobliżu bazy, głównie nocami w Zatoce Tahe. W tym, 5?/18 czerwca krążownik „Nowik” oraz kanonierki „Otważnyj” i „Griemiaszczij” w eskorcie dziewięciu niszczycieli (w tym „Silnego”) udały się do Zatoki Melanhe w celu ostrzału japońskich wojsk lądowych, ścierając się z japońskimi niszczycielami z 1 i 3 dywizjonu i torpedowcami z 10 i 14 dywizjonu. 7?/20 czerwca 1904 „Silnyj” wraz ze „Strojnym” ochraniały pomocniczy stawiacz min „Bogatyr’”, który postawił liczącą 30 min zagrodę w Zatoce Dziesięciu Okrętów. Rankiem 10?/23 czerwca „Silnyj” wraz z pięcioma innymi niszczycielami uczestniczył w trałowaniu toru wodnego z Port Artur, by umożliwić głównym siłom I Eskadry opuszczenie bazy w celu próby przejścia do Władywostoku. 17?/30 lipca 1904 „Silnyj” przewodził składającemu się z dziewięciu okrętów zespołowi niszczycieli, który został wysłany do Zatoki Tahe w celu wsparcia wojsk lądowych toczących walki o Góry Wilcze.
23 lipca?/5 sierpnia „Biesszumnyj”, „Bojkij”, „Burnyj”, „Raziaszczij” i „Storożewoj” wyszły z Port Artur z zadaniem postawienia próbnej zagrody minowej, eskortowane przez dziewięć innych niszczycieli (w tym „Silnego”); tuż po godzinie 4:00 na redzie zewnętrznej rosyjski zespół natknął się na patrolujące japońskie niszczyciele „Akebono”, „Oboro” i „Ikazuchi”, w wyniku czego mimo przewagi liczebnej postawiono tylko osiem min. Rankiem 29 lipca?/11 sierpnia 1904 „Silnyj”, „Skoryj”, „Strojnyj” wraz z kanonierkami „Wsadnik”, „Bobr” i „Griemiaszczij” osłaniały pod Port Artur zespół trałowy, oczyszczający tor wodny dla powracających do bazy po bitwie na Morzu Żółtym okrętów. Ogółem w lipcu (starego stylu) okręt aż 14 razy wychodził w morze i trzy razy patrolował. 5?/18 sierpnia „Silnyj” wraz z sześcioma innymi niszczycielami wyszedł do Zatoki Gołębiej (chiń. Jiuwan) na spotkanie transportującego żywność francuskiego statku SS „Georges”, eskortując go w drodze do Port Artur. W nocy na 8?/21 sierpnia, podczas pierwszego szturmu portarturskiej twierdzy przez Japończyków, dowodzony przez kmdra por. Eugeniusza Jelisiejewa zespół niszczycieli („Silnyj”, „Bojkij”, „Raziaszczij”, „Skoryj”, „Włastnyj” i „Wynosliwyj”) został wysłany w rejon gór Laotieshan na wieść o japońskim desancie. W dzień „Silnyj” i sześć innych niszczycieli dokonały ostrzału japońskich baterii w Zatoce Tahe. Po tym okręt miał przerwę w działalności bojowej do wyjścia w morze 19 września. W nocy z 22 września?/5 października na 23 września?/6 października okręt odbył rejs rozpoznawczy w rejon wysp Miaodao. 28 września?/11 października 1904 „Silnyj” wszedł w skład liczącego dziewięć niszczycieli zespołu, który udał się do Zatoki Lunwantan w celu postawienia zagrody minowej (niszczyciele „Sierdityj” i „Strojnyj” postawiły łącznie 20 min, w tym dziewięć atrap).
Noc na 31 października?/13 listopada 1904 roku „Silnyj” spędził razem z bliźniaczym niszczycielem „Strojnyj” na zewnętrznej redzie Port Artura, pod osłoną baterii nadbrzeżnej. Gdy rano okręty odkotwiczyły, „Strojnyj” wszedł na japońską minę zerwaną z uwięzi, która zdryfowała ku brzegowi, na skutek czego zatonął. „Silnyj” uratował z niego załogę, lecz następnie także wszedł na minę. Niszczyciel utrzymał się na wodzie i został odholowany na wewnętrzną redę przez parowiec „Sibiriak”, lecz remont nie mógł być już przeprowadzony w warunkach oblężenia. Na skutek wybuchu zginęło na nim dwóch oficerów uratowanych ze „Strojnego” ulokowanych w mesie na rufie, a trzeci został ranny. Ponadto rannych zostało 7 członków załogi, w tym dowódca Gieorgij Gadd. Okręt został rozbrojony, a jego działa ustawiono na froncie lądowym. Uszkodzona jednostka została samozatopiona poprzez odpalenie głowic torped w nocy na 20 grudnia 1904?/2 stycznia 1905 roku w Port Artur, przed zajęciem bazy przez Japończyków. 
Niszczyciel został podniesiony przez Japończyków 22 sierpnia 1905 roku i skierowany na remont do stoczni Takeshiki . Po jego zakończeniu okręt został w październiku 1905 roku wcielony w skład Cesarskiej Marynarki Wojennej pod nazwą „Fumizuki” (文月) . Przyporządkowany był do 6 dywizjonu niszczycieli III Eskadry, razem z innymi ex-rosyjskimi jednostkami („Satsuki” i „Akatsuki”). Jednostka została wycofana ze służby w 1913 roku i następnie złomowana .

### Dowódcy
| Imię i nazwisko                                | od               | do               | uwagi                         |
| kpt. mar. Jewgienij Chodorowicz                | 15 grudnia 1903  | 19 stycznia 1904 | [ 55 ]                        |
| kmdr ppor. Alfons Cwingman                     | 28 stycznia 1904 | 14 lutego 1904   | p.o. dowódcy                  |
| kpt. mar./kmdr ppor. Jewgienij Krinicki        | 14 lutego 1904   | 10 czerwca 1904  | formalnie od 19 stycznia 1904 |
| kpt. mar. Gieorgij Gadd                        | 10 czerwca 1904  | 1 listopada 1904 | ranny w akcji                 |
| kpt. mar./kmdr ppor. Walerian Kuźmin-Karawajew | 1 listopada 1905 | 1 stycznia 1905  | [ 58 ]                        |

Oryginalne nazwy stopni: lejtienant (kapitan marynarki), kapitan 2-go ranga (komandor porucznik)